# Lịch sử anime
Lịch sử anime khởi nguồn vào đầu thế kỷ 20, khi Nhật Bản tiếp thu những kỹ thuật hoạt hình của phương Tây, với những tác phẩm được phát hiện sớm nhất có thể tính từ năm 1906. Thế hệ nhà làm phim hoạt hình đầu tiên ở cuối thập niên 1910 gồm có Shimokawa Ōten, Kōuchi Jun'ichi và Kitayama Seitaro, họ thường được coi là "cha đẻ" của anime. Những bộ phim tuyên truyền, như Momotarō no Umiwashi (1943) và Momotarō: Umi no Shinpei (1945), đặc biệt là phim thứ hai trở thành tác phẩm phim lẻ anime; cả hai phim trên đều được sản xuất trong Thế chiến thứ 2. Trong thập niên 1970, anime dần phát triển xa hơn, tách khỏi nguồn gốc phương Tây và tự phân thành các thể loại khác nhau, điển hình nhất là mecha, thể loại về hoạt hình rô bốt và máy móc công nghệ. Các tác phẩm điển hình của thời kỳ này bao gồm Astro Boy, Lupin đệ Tam và Mazinger Z. Trong khoảng thời gian này một số nhà làm phim trở nên nổi tiếng, tiêu biểu là Miyazaki Hayao và Oshii Mamoru.
Trong thập niên 1980, anime trở nên phổ biến ở Nhật Bản và trải qua giai đoạn bùng nổ trong sản xuất, với sự nổi tiếng dần gia tăng của Gundam, Macross và Dragon Ball cùng những dòng phim như real robot, space opera và cyberpunk. Space Battleship Yamato và The Super Dimension Fortress Macross đã gặt hái thành công toàn thế giới sau khi lần lượt được chuyển thể thành Star Blazers và Robotech.
Bộ phim Akira (1988) thiết lập kỷ lục về kinh phí sản xuất đối với một bộ phim anime và tiếp tục gặt hái thành công trên thị trường quốc tế. Thời gian sau đó, vào năm 2004, các nhà sản xuất đã cho ra đời Steamboy - tác phẩm đã vượt qua Akira để giành ngôi phim anime đắt đỏ nhất. Sen và Chihiro ở thế giới thần bí đã đồng giải nhất tại Liên hoan phim Berlin 2002 và đoạt giải Oscar năm 2003 cho Giải Oscar cho phim hoạt hình hay nhất. Trong khi đó, Ghost in the Shell 2: Innocence góp mặt trong phần tranh cử Cành cọ vàng tại Liên hoan phim Cannes 2004.

## Thập niên 1980

Tiểu văn hóa otaku bắt đầu nhen nhóm quanh các tạp chí hoạt hình như Animage và Newtype vào cuối thập niên 70 - đầu thập niên 80.

Tác phẩm Nausicaä của Thung lũng Gió đã góp phần khởi động xưởng phim Studio Ghibli.

## Thập niên 1990

Một cảnh phim sử dụng công nghệ 3D rendering dùng trong Công chúa Mononoke, bộ phim điện ảnh anime đắt đỏ nhất tính đến thời điểm đó, với chi phí sản xuất là 20 triệu USD.

## Thập niên 2000

Kon Satoshi đã tạo dựng được danh tiếng cùng với Otomo và Oshii như là các đạo diễn anime điện ảnh hàng đầu, trước khi ông qua đời khi còn rất trẻ.

## Thập niên 2010

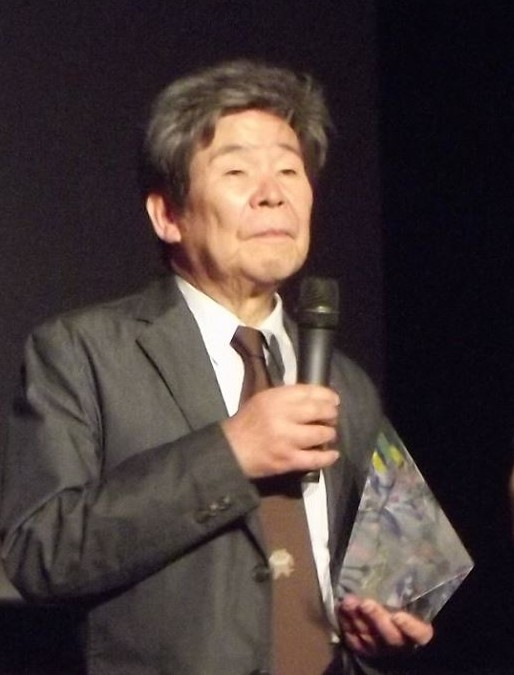
Cố đạo diễn Takahata Isao, đồng sáng lập Studio Ghibli với Miyazaki Hayao đã qua đời vào ngày 5 tháng 4 năm 2018 vì bị ung thư phổi.